# Острожац
Острожац (босн. Ostrožac, серб. Острожац, макед. Острожачка тврдина) — средневековая крепость в окрестностях г. Бихач, в Боснии и Герцеговине Архивная копия от 1 октября 2013 на Wayback Machine.
Острожац, или Острожацкая крепость, находится на господствующей возвышенности над левым берегом реки Уны, в 12 км от Бихача, в Босанской Крупе. Границы крепости имеют форму неправильного круга, в стены встроены башни для защиты от врагов. Первые упоминания о крепости относятся к 1286 году, когда она принадлежала местному княжескому роду. В 1552 крепость перешла во владение Антуна Бакшича, а в 1577 оказалась захвачена и разрушена турками-османами. Начиная с XVII века крепость стала средоточием и главным зданием Острожацкого капетанства, сильнейшего в Босанской крайне. Примерно в 1700 г. османы достроили южную часть крепости. Северную часть крепости стали называть Народной, а южную — Господской. В 1833 арсенал крепости насчитывал 28 орудий.

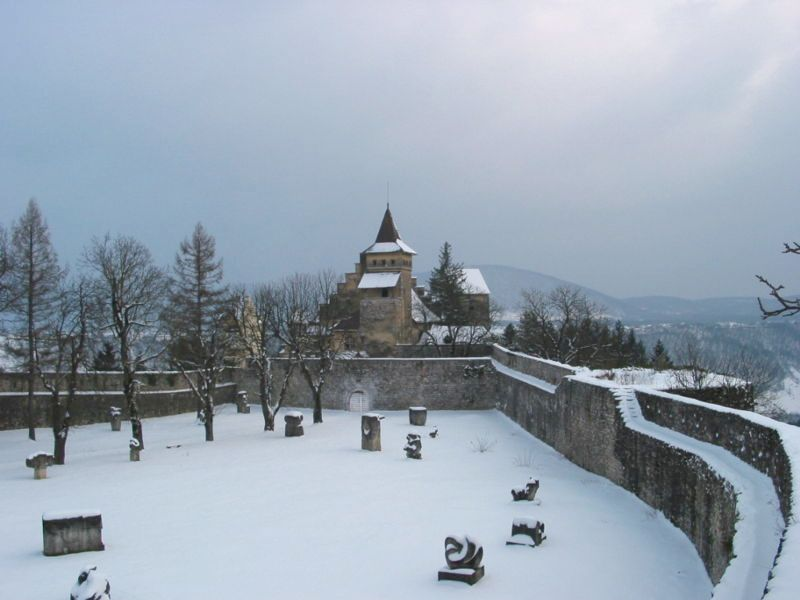
Острожацкая крепость зимой

В 1836 Острожац вошел в состав Бихачского каймакомлука (административная единица Османской империи). В 1837 последний капетан из рода Беширевичей, Мурад-бег-Беширевич, был изгнан из Острожца, поскольку активно противился реформам султана Махмуда II. В 1902 Мехмед-бег-Беширевич продал крепость австрийскому дворянину Лоттару фон Берксу, который произвёл капитальную реконструкцию в духе романтизма. Во время Второй мировой войны Острожац некоторое время был штабом Народно-освободительного движения.